# Міхалув (Кутновський повіт)
Міхалув (пол. Michałów) — село в Польщі, у гміні Кутно Кутновського повіту Лодзинського воєводства.
У 1975-1998 роках село належало до Плоцького воєводства.